# اروين س ديتريش
اروين س ديتريش (و. 1930 – 2018 م) هو مخرج أفلام، ومنتج أفلام، وممثل، وكاتب سيناريو سويسري، ولد في غلروس، توفي في زيورخ، عن عمر يناهز 88 عاماً.

## وصلات خارجية
- اروين س ديتريش على موقع IMDb (الإنجليزية)
- اروين س ديتريش على موقع ألو سيني (الفرنسية)
- اروين س ديتريش على موقع أول موفي (الإنجليزية)
- اروين س ديتريش على موقع قاعدة بيانات الأفلام السويدية (السويدية)
- اروين س ديتريش على موقع قاعدة بيانات الفيلم (الإنجليزية)
- اروين س ديتريش على موقع كينوبويسك (الروسية)